# Факультет журналістики БДУ
Факультет журналістики Білоруського державного університету — структурний підрозділ Білоруського державного університету.

## Історія
1 листопада 1944 року в Мінську на філологічному факультеті Білоруського державного університету було відкрито першу в СРСР кафедру журналістики, яку очолив Давид Факторович. У 1946 році перетворено на кафедру журналістики (завідувач М. С. Зерницький), яка функціонувала на філологічному факультеті БДУ. У 1949 році відбувся перший випуск студентів з дипломами журналістів.
У 1967 році на базі кафедри було створено самостійний факультет журналістики Білоруського державного університету, який очолив Григорій Булацький.
З 1 вересня 2008 року по липень 2018 року кафедра журналістики БДУ була перетворена в Інститут журналістики БДУ. Інститут складався з двох факультетів: факультету журналістики та факультету підвищення кваліфікації та перепідготовки кадрів.
Деканом факультету журналістики БДУ є Ольга Михайлівна Самусевич.

## Спеціальності
- Журналістика (друковані ЗМІ)
- Журналістика (аудіовізуальна)
- Журналістика (вебжурналістика)
- Журналістика (менеджмент ЗМІ)
- Інформація і комунікація (технології комунікації)
- Міжнародна журналістика
- Літературна праця (редагування)
- Літературна праця (творчість)

## Кафедри
На факультеті журналістики функціонує 10 кафедр:
- Теорії та методології журналістики
- Періодичні видання
- Телебачення і радіомовлення
- Закордонна журналістика та література
- Медіадослідження та вебжурналістика
- Історія журналістики та медіаменеджменту
- Комунікаційні технології
- Стилістика та літературне редагування
- Літературно-художня критика
- Англійська мова та вербальне спілкування

## Декани
- Григорій Булацький (1967—1980)
- Павло Іванович Ткачов (1980—1986)
- Олег Георгійович Слука (1986—1995)
- Петро Леонідович Дорощонок (1996)
- Василь Петрович Воробйов (1996—2005)
- Сергій Валентинович Дубовик (з 2005 по 2018)
- Ольга Михайлівна Самусевич (з 2018)

## Відомі випускники
- Світлана Алексієвич
- Марія Боровик
- Валентина Гірут-Русакевич
- Лейла Ісмаїлова
- Жанна Литвина
- Олександр Класковський
- Сергій Будкін